# Crasto
Crasto ist ein Ort und eine ehemalige Gemeinde (Freguesia) im nordportugiesischen Kreis Ponte da Barca. Die Gemeinde hatte 458 Einwohner (Stand 30. Juni 2011). 
Am 29. September 2013 wurden die Gemeinden Crasto, Ruivos und Grovelas zur neuen Gemeinde União das Freguesias de Crasto, Ruivos e Grovelas zusammengeschlossen. Crasto ist Sitz dieser neu gebildeten Gemeinde.